# Ismael Benavides Ferreyros
Ismael Alberto Benavides Ferreyros (Lima, 10 de mayo de 1945) es un economista, empresario y político peruano. Ejerció como ministro de Economía y ministro de Agricultura en el segundo gobierno de Alan García. También se desempeñó como diputado desde 1990 hasta 1992 y fue ministro de Pesquería en el 2.º gobierno de Fernando Belaúnde.

## Biografía
Hijo de Ismael Benavides de la Quintana y de María Ferreyros Gaffron. Su familia está ligada al sector empresarial, dueños de Compañía de Minas Buenaventura, su tío, Alberto Benavides de la Quintana, fue director del Banco Central de Reserva del Perú, sus primos, Roque Benavides Ganoza y Carlos Ferreyros Aspíllaga, son actual gerente de Buenaventura y vicepresidente de Ferreyros S.A., respectivamente. Realizó sus estudios escolares en el colegio San Juan en Chaclacayo. Estudió Economía Agrícola en la Universidad de California en Berkeley y luego obtuvo una maestría en Finanzas en la misma casa de estudios.
De 1967 a 1970 fue subgerente del First National City Bank. De 1970 a 1975 fue Gerente financiero de la Compañía de Servicios Alpasa en Venezuela. De 1975 a 1980 fue Gerente General de Univest C.A en Quito, Ecuador. Fue consultor del Banco Mundial y ha trabajado en temas como las privatizaciones en Bolivia, en 1986 y 1988. Desde 1993 hasta marzo de 2007, fue Gerente General y miembro del Directorio del Banco Internacional del Perú, Interbank. De 2005 a 2007 fue presidente de la Asociación de Bancos del Perú (ASBANC) Fue Presidente de la Cámara de Comercio Peruano-Chile y también está dedicado a sus empresas agrícolas y vitinícolas de exportación. 
Desde el 2002 retoma la tradición familiar en la elaboración de Pisco de uva quebranta proveniente del fundo Huamaní. La empresa Procesadora y Empacadora Huamaní se encuentra ubicada en el kilómetro 245 de la Panamericana Sur, distrito de Paracas, Departamento de Ica, donde también se produce espárragos y la popular naranja Tangelo.

## Actuación política
De 1980 a 1981 fue Gerente General de la Corporación Financiera de Desarrollo (COFIDE). 
En diciembre de 1981 fue nombrado como Director del Banco Central de Reserva en representación del poder ejecutivo. De 1981 a 1982 fue Viceministro de Economía. En enero de 1982, fue nombrado como Viceministro de Hacienda, cargo que ocupó en las gestiones de Manuel Ulloa Elías y Carlos Rodríguez-Pastor Mendoza. Renunció al vice ministerio en diciembre de 1983.

### Ministro de Pesquería (1983-1985)
El 29 de diciembre de 1983, fue designado como ministro de Pesquería por el presidente Fernando Belaúnde Terry. Estuvo ejerciendo sus funciones hasta que en abril de 1984, fue reemplazado por Fortunato Quesada Lagarrigue y luego en 1985 regresó nuevamente al cargo en el gabinete presidido por Luis Pércovich donde se mantuvo hasta el final del gobierno.

### Diputado de la República (1990-1992)
En 1990, se integró a Acción Popular quienes estaban formando la alianza Frente Democrático conformada también por el Partido Popular Cristiano y el Movimiento Libertad para las elecciones presidenciales. Benavides decidió postular a la Cámara de Diputados en representación del departamento de Ica logrando ser elegido con 17,040 votos para el periodo 1990-1995.
Estuvo en su labor legislativa hasta que el 5 de abril de 1992, su cargo se vio interrumpido por la disolución del Congreso decretado por el entonces presidente Alberto Fujimori.

### Ministro de Agricultura (2007-2008)
Estuvo alejado de la vida política hasta que en mayo del 2007, Benavides aceptó ejercer como ministro de Agricultura en el segundo gobierno de Alan García.
Su permanencia en el cargo se culminó en 2008, donde se vio obligado a renunciar debido a la crisis que atravesaba el gabinete ministerial y fue reemplazado por Carlos Leyton Muñoz.

### Ministro de Economía (2010-2011)
El 14 de septiembre del 2010, volvió a ser parte del gabinete ministerial donde esta vez ejerció el cargo de ministro de Economía y Finanzas en el gabinete encabezado por José Antonio Chang y luego por Rosario Fernández Figueroa quien se mantuvo hasta el final del gobierno aprista.
Como ministro, promovió el proyecto de ley para reducir el Impuesto General a las Ventas (IGV) en un punto porcentual (de 19% a 18%). De la misma manera, el proyecto incluyó la reducción del Impuesto a las Transacciones Financieras (ITF) de 0.05 a 0.005%, lo que implica un descenso de 90%.